# Zdeněk Křížek
Zdeněk Křížek (16 gennaio 1983) è un allenatore di calcio ed ex calciatore ceco, di ruolo portiere, preparatore dei portieri del Dyn. Č. Budějovice.